# Spello
Spello, under antiken Hispellum, är en stad och kommun i provinsen Perugia i regionen Umbrien i Italien. Kommunen hade 8 565 invånare (2018).